# Pseudomertensia lahulensis
Pseudomertensia lahulensis är en strävbladig växtart som först beskrevs av August Brand, och fick sitt nu gällande namn av B.S. Aswal. Pseudomertensia lahulensis ingår i släktet Pseudomertensia och familjen strävbladiga växter. Inga underarter finns listade i Catalogue of Life.